# Municipio de Writing Rock
El municipio de Writing Rock (en inglés: Writing Rock Township) es un municipio ubicado en el condado de Divide en el estado estadounidense de Dakota del Norte. En el año 2010 tenía una población de 7 habitantes y una densidad poblacional de 0,07 personas por km².

## Geografía
El municipio de Writing Rock se encuentra ubicado en las coordenadas 48°46′26″N 103°47′44″O / 48.77389, -103.79556. Según la Oficina del Censo de los Estados Unidos, el municipio tiene una superficie total de 93.6 km², de la cual 90,98 km² corresponden a tierra firme y (2,8 %) 2,62 km² es agua.

## Demografía
Según el censo de 2010, había 7 personas residiendo en el municipio de Writing Rock. La densidad de población era de 0,07 hab./km². De los 7 habitantes, el municipio de Writing Rock estaba compuesto por el 100 % blancos. Del total de la población el 0 % eran hispanos o latinos de cualquier raza.